# Calcomenita
La calcomenita es un mineral, selenito de cobre hidratado, descubierto por primera vez en ejemplares obtenidos en el Cerro de Cacheuta, Sierra de Cacheuta, Cacheuta, de partamento de Luján de Cuyo, Mendoza, Argentina, que consecuentemente es su localidad tipo. El nombre elegido es la combinación de las palabras griegas para cobre y luna, esta última haciendo referencia al selenio. En la clasificación de Strunz los selenitos, entre ellos la calcomenita, están incluidos en la catagorría de los óxidos.  

## Propiedades físicas y químicas
La calcomenita es un mineral secundario, formado por alteración de seleniuros de cobre, especialmente de la umangita. Es dimorfo de la clinocalcomenita, que cristaliza en el sistema monoclínico. Se encuentra como microcristales brillantes de color azul intenso, insolubles en agua pero solubles en ácidos diluidos, fácilmente fusibles.

## Yacimientos
La calcomenita aparece en yacimientos que contienen selenio y cobre, siendo un mineral relativamente raro, aunque aparece en varias decenas de localidades en todo el mundo. En Argentina, además de en la localidad tipo aparece en varias localidades en la Sierra de Umango, Lamadrid, provincia de La Rioja, donde se han  obtenido cristales de hasta 1 mm. Otra localidad en la que se encuentra, conocida mundialmente por la presencia en ella de diversos minerales de selenio extremadamente raros, es la mina El Dragón, en Antonio Quijarro, (Potosí). En Italia se ha encontrado en la mina de Baccu Locci, en Sarrabus, (Cerdeña), y en España en la mina San Guillermo, en El Guijo (Córdoba).